# قلعه ایواکورا

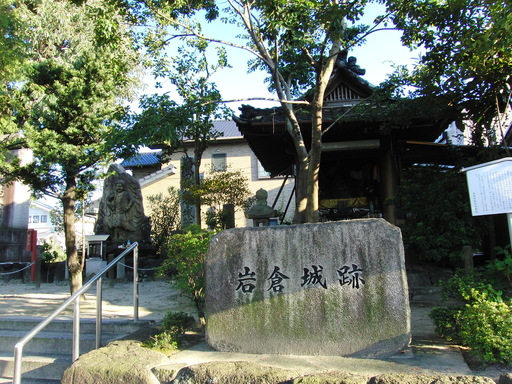
سنگ یادبود قلعه ایواکورا در محلی که قلعه واقع شده بود.

قلعه ایواکورا (به ژاپنی: 岩倉城 Iwakura-jo) یک قلعه ژاپنی بود که در ولایت اواری، ناحیه نیوا، آیچی (امروزه در استان آیچی، ایواکورا، آیچی) واقع شده بود. این قلعه در سال ۱۴۷۹ میلادی توسط اودا توشی‌هیرو (مرگ ۱۴۸۱) ساخته شد. وی سرخاندان یک شاخه از خاندان اودا بنام «خاندان ایواکورا اودا (ایسه نو کامی)» بود که از زمان او به عنوان شوگودای (معاون فرماندار) بر چهار بخش بالایی ولایت اُواری تسلط پیدا کردند. در سال ۱۵۵۹، این قلعه پس از نبرد اوکینو مورد حمله اودا نوبوناگا قرار گرفت و به دست وی سقوط کرد.